# Капуста червоноголова
Капуста червоноголова (Brassica oleracea var. capitata f. rubra) — овочева й кормова культура, дворічна рослина родини капустяних, різновид городньої капусти виду Brassica oleracea var. capitata f. rubra із характерним червоно-фіолетовим забарвленням листя. Колір листя зумовлений вмістом у клітинах рослини антоціанів.

## Використання
Використовують здебільшого у свіжому вигляді в їжу у вигляді салатів в осінній і зимово-весняний періоди, для тушкування та приготування гарнірів. Червоноголову капусту рекомендують використовувати в їжу для профілактики пухлинних захворювань та лікування виразки шлунка.

## Опис і товарознавчі характеристики
Будова головки аналогічна білоголовій капусті: вона являє собою стебло-качан, на якому розташоване щільно звите листя, що прикриває бічні й верхівкові ростові бруньки. Червоне або фіолетове забарвлення листя зумовлене наявністю в клітинах тканин фарбувальних речовин антоціанів — рубробрасицину, який є триглюкозидом ціанідину, та інших. Вміст у капусті антоціанів сильно коливається залежно від сорту і становить від 73 до 223 мг/100 г. Антоціани розташовуються в клітинах шкірки листя, внутрішня поверхня листя біла або зелена, аналогічна білоголовій капусті, але листя червоноголової капусти зазвичай товстіше, ніж у білоголової. Відмінності в забарвленні капусти визначаються кислотністю ґрунту, на якому вона вирощувалася. Вміщені в тканинах капусти мінеральні й органічні сполуки сірки (глюкозинолати) надають їй злегка гіркуватий смак із перцевим відтінком.
Спочатку головки червоної капусти були виключно круглими. На теперішній час виведені сорти з іншими формами головок — плескатою, овальною й конічною. Якісна головка червоноголової капусти важить не менше 400 г, її вага може сягати 4 кг, вона щільна, при натисканні не вдавлюється. Головки червоноголової капусти, які, поряд із червоними, містять біле або зелене листя, мають гірші смакові якості. За оптимальних умов (температурі 1 °C і вологості 95 %) деякі сорти можуть зберігатися 6—7 місяців.